# Data aroa
Data aroa är en fjärilsart som beskrevs av Bethune-Baker 1906. Data aroa ingår i släktet Data och familjen nattflyn. Inga underarter finns listade i Catalogue of Life.